# Hrafnsmál
Hrafnsmál (Korpens tal eller Korpens föda) är namnet på tre vikingatida och medeltida dikter, vilka har bevarats – dock ingen av dem fullständigt – i isländska handskrifter. De är Hrafnsmál av Torbjörn hornklove diktad omkring år 900, Hrafnsmál av Tormod Trefilsson diktad omkring år 1012 och Hrafnsmál av Sturla Tordarson diktad efter år 1264.